# ARCHITREND ZERO
ARCHITREND ZERO（アーキトレンド ゼロ）は、福井コンピュータアーキテクト社が自社開発・販売を行っている、Windows上で動作する純国産の3次元建築専用CADソフトウェアである。
1987年にシリーズ初代となるArchi-TRENDとして発表された後、1990年にArchi-TREND-11、1996年にARCHITREND 21、2005年にARCHITREND Z、2015年にシリーズ5世代目となるARCHITREND ZEROと進化をたどり、現在の国産建築CADで最も普及しているものの一つとなっている。
ARCHITREND ZEROは、主に日本国内の住宅設計（在来工法・2×4工法・S/RC工法）における業務効率化のための機能が充実しており、間取りプラン（平面図）から自動生成される立体モデルデータを軸に、各工法に準じた詳細図面作成や設計計算、CGパースや法規シミュレーションなど、住宅設計の一連の作業に必要とされる機能を実装している。また、すべての作業にデータがリンクしているため、整合性の高い住宅設計が行えるといった特長を持っている。

## 主な機能
- 基本設計
- プレゼン（CGパース）
- プレゼン（VR/ウォークスルー）
- プレゼン連携ツール
- 実施設計
- 確認申請・長期優良住宅
- ZEH・外皮計算・省エネ
- 構造設計
- 積算見積
- 図面出力